# Delphine Marien
Pour les articles homonymes, voir Marien.
Delphine Marien née le 27 mars 2002, est une joueuse belge de hockey sur gazon. Elle évolue au KHC Dragons et avec l'équipe nationale belge.

## Carrière
Elle a fait ses débuts le 16 octobre 2021 contre l'Allemagne à Bruxelles lors de la Ligue professionnelle 2021-2022.